# Hertog van Portland
Graaf van Portland (Engels: earl of Portland) en hertog van Portland (Engels: duke of Portland) zijn Engelse adellijke titels.
De titel werd voor het eerst gecreëerd door koning Karel I voor Richard Weston, 1e baron van Weston. Na de dood van zijn kleinzoon Thomas Weston, 4e graaf van Portland, in 1688 verviel de titel weer aan de kroon.
Een jaar later werd de titel opnieuw verleend door koning Willem III aan Hans Willem Bentinck, samen met de titels burggraaf (viscount) Woodstock en baron Cirencester. Zijn zoon, Hendrik Bentinck, werd in 1715 benoemd tot 1e hertog van Portland en markgraaf (marquess) van Titchfield, beide titels in de peerage van Goot-Brittannië. 
In 1990 stierf de 9e hertog van Portland, de laatste mannelijke nakomeling van Willem Bentinck. De titels hertog van Portland en markgraaf van Titchfield vervielen daarmee aan de kroon, terwijl de titel graaf van Portland (samen met de aanvullende titels) werd geërfd door een verre nazaat van een andere zoon van Willem, Henry Noel Bentinck.

## Lijst van graven en hertogen van Portland

### Graaf van Portland, eerste creatie (1633)
- 1633 – 1635: Richard Weston (1577 - 1635), baron Weston, 1e graaf van Portland
- 1635 – 1663: Jerome Weston (1605 - 1663), 2e graaf van Portland
- 1663 – 1665: Charles Weston (1639 - 1665), 3e graaf van Portland
- 1665 – 1688: Thomas Weston (1609 - 1688), 4e graaf van Portland

### Graaf van Portland, tweede creatie (1689)

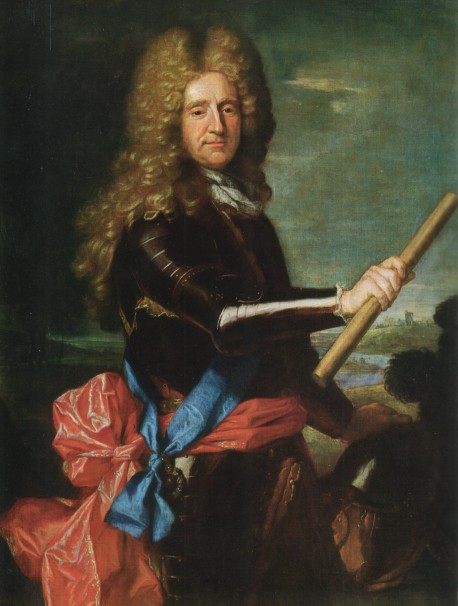
Hans Willem Bentinck, 1e graaf van Portland

- 1689 – 1709: Hans Willem Bentinck (1649 - 1709), 1e graaf van Portland
- 1709 – 1726: Hendrik Bentinck (1682 - 1726), 2e graaf en 1e hertog van Portland

### Hertog van Portland, eerste creatie (1715)
- 1715 – 1726: Hendrik Bentinck (1682 - 1726), 1e hertog van Portland
- 1726 – 1762: Willem Bentinck (1709 - 1762), 2e hertog van Portland
- 1762 – 1809: Willem Hendrik Cavendish Cavendish-Bentinck (1738 - 1809), 3e hertog van Portland
- 1809 – 1854: Willem Hendrik Cavendish Cavendish-Scott-Bentinck (1768 - 1854), 4e hertog van Portland
- 1854 – 1879: Willem Johan Cavendish Cavendish-Scott-Bentinck (1800-1879), 5e hertog van Portland
- 1879 – 1943: Willem Cavendish-Bentinck (1857 - 1943), 6e hertog van Portland
- 1943 – 1977: Willem Cavendish-Bentinck (1893 - 1977), 7e hertog van Portland
- 1977 – 1980: Ferdinand Cavendish-Bentinck (1888 - 1980), 8e hertog van Portland
- 1980 – 1990: Victor Cavendish-Bentinck (1897 - 1990), 9e hertog van Portland

### Graaf van Portland, tweede creatie (vervolg)
- 1990 – 1997: Henry Noel Bentinck (1919 - 1997), 11e graaf van Portland
- 1997 – heden: Timothy Bentinck (1953), 12e graaf van Portland

## Genealogie Bentinck
Hieronder volgt een kleine genealogie van de familie Bentinck en de vererving van de titels graaf en hertog van Portland binnen deze familie.
1. Hans Willem Bentinck (1649 – 1709), 1e graaf van Portland 1689
  1. Hendrik Bentinck (1682 – 1726), 2e graaf en 1e hertog van Portland
    1. Willem Bentinck (1709 – 1762), 2e hertog en 3e graaf van Portland
      1. Willem Hendrik Cavendish Cavendish-Bentinck (1738 – 1809), 3e hertog en 4e graaf van Portland; nam in 1801 de achternaam Cavendish-Bentinck aan
        1. Willem Hendrik Cavendish Cavendish-Scott-Bentinck (1768 – 1854), 4e hertog en 5e graaf van Portland; nam de achternaam Cavendish-Scott-Bentinck aan
          1. Willem Johan Cavendish Cavendish-Scott-Bentinck (1800 – 1879), 5e hertog en 6e graaf van Portland

        2. Willem Karel Augustus Cavendish-Bentinck (1780 – 1826)
          1. Arthur Cavendish-Bentinck (1819 – 1877)
            1. Willem Cavendish-Bentinck (1857 – 1943), 6e hertog en 7e graaf van Portland
              1. Willem Cavendish-Bentinck (1893 – 1977), 7e hertog en 8e graaf van Portland

        3. Frederik Cavendish-Bentinck (1781 – 1828)
          1. George August Cavendish-Bentinck (1821 – 1891)
            1. Willem George Frederik Cavendish-Bentinck (1856 – 1948)
              1. Ferdinand Cavendish-Bentinck (1888 – 1980), 8e hertog en 9e graaf van Portland
              2. Victor Cavendish-Bentinck (1897 – 1990), 9e hertog en 10e graaf van Portland

  2. Willem Bentinck (1704 – 1774)
    1. Christiaan Frederik Bentinck (1734 – 1768)
      1. Johan Karel Bentinck (1763 – 1833)
        1. Karel Anton Ferdinand Bentinck (1792 – 1864)
          1. Hendrik Karel Adolf Bentinck (1846 – 1903)
            1. Robert Bentinck (1875 – 1935)
              1. Henry Noel Bentinck (1919 – 1997), 11e graaf van Portland
                1. Timothy Bentinck (* 1953), 12e graaf van Portland